# 中国—格鲁吉亚关系
中國—格魯吉亞關係是指中华人民共和国和格魯吉亞之間歷史上與現代的雙邊外交關係。兩國於1992年6月9日建交，中华人民共和国也於同年10月在格魯吉亞首都第比利斯設立大使館。此后双边关系友好顺利发展，两国也在涉及国家主权和领土完整等问题上相互支持，格鲁吉亚政府也是唯一不承认中华民国护照的有效性，且禁止中華民國國民入境的国家，而中华人民共和国也不承认阿布哈兹和南奥塞梯。

## 政治交流
据《元史》记载，在蒙古西征初期，蒙古帝国的哲別、曷思麥里等将领就已经征服了大高加索山脉南边的谷兒只，1252年，蒙古帝国蒙哥汗分迁诸王于各所，其中也提到将别儿哥分封于曲儿只。据后世的史学专家考证，《元史》中提到的“谷兒只、曲儿只”均指今天的格鲁吉亚。这也是有关格鲁吉亚与中国之交流最早的文献记载。
在苏联统治下的乔治亚，两边也维持着一定的官方往来。1991年4月，乔治亚脱离苏联独立，中华人民共和国政府立即给予乔治亚外交承认，翌年6月9日，两国建立大使级外交关系。此后双边友好关系顺利发展，各領域合作逐步擴大，高层互访不断。喬治亞重視中國的地位，雙方在聯合國等國際組織中保持良好溝通和協調。谢瓦尔德纳泽和萨卡什维利总统曾先后访华。
2008年，俄罗斯入侵格鲁吉亚期间，中华人民共和国外交部发言人秦刚表示，中方对南奥塞梯地区紧张局势升级，发生武装冲突表示严重关切，并呼吁包括格鲁吉亚与俄罗斯在内的各方保持克制，立即停火。也希望冲突各方通过对话和平解决争端，以维护该地区的和平与稳定。中国外交部亦强调，俄罗斯与喬治亞在北京奥运会期间开战，违背了奥运精神。不过中华人民共和国政府并没有承认阿布哈兹和南奥塞梯为独立国家。而格鲁吉亚政府也不承认中华民国护照的有效性，并禁止中華民國國民入境格鲁吉亚。
2023年7月26日至8月1日，格鲁吉亚总理加里巴什维利来华出席成都第31届世界大学生夏季运动会开幕式。其间兩國一致决定将两国关系提升为战略伙伴关系。

## 经贸关系

### 贸易
1991年，格鲁吉亚脱离苏联独立后，与中国建立经贸联系，中国政府也积极帮助格鲁吉亚政府完成市场经济改革，并与格鲁吉亚签署了商品贷款协定。两国还成立了中格政府间经贸合作委员会。进入21世纪以来，随着格鲁吉亚加入中国主导的“一带一路”倡议框架，并与中国大陆及香港地区签订自贸协议，中国人民银行与格鲁吉亚央行签署双边本币互换框架协议，中国与格鲁吉亚的经贸关系得到了一定的加强。
根据中华人民共和国海关总署统计，2020年中国、格鲁吉亚货物进出口贸易额达到13.73亿美元，同比2019年下降了7.4%。其中，中国对格鲁吉亚出口12.76亿美元，同比2019年下降了9%，主要出口产品有非合金钢平板轧材、橡胶轮胎、自动数据处理机器及其设备、电视、灯具和照明设备等；格鲁吉亚则向中国出口了9700万美元，同比2019年增长了20.1%，主要出口产品有金属矿砂及其精矿、葡萄酒、医疗器械、未锻造铝等。中国是格魯吉亞的最大出口國，也是格鲁吉亚的第三大贸易伙伴。

### 投资
中国企业在格鲁吉亚拥有广泛的投资，根据中华人民共和国商务部统计，2020年，中国对格鲁吉亚直接投资流量达到4136万美元，截至2020年底，中国对格鲁吉亚直接投资存量为7.02亿美元。华凌国际经济特区与华凌自由工业园区为中国在格鲁吉亚主要的投资案之二，此外，中国新疆的华凌集团对格鲁吉亚共和银行控股股权的收购案，也是中国对格鲁吉亚最大的并购案之一。同年，格鲁吉亚对中国的累计投资额达到850万美元。

## 人文交流

### 签证
2023年9月11日，格鲁吉亚对中国公民实行单方面免签证政策，停留期不超过30天。2024年4月10日两国签署互免签证协议，协议规定单次停留不超过30日，每180日累计停留不超过90日. 2024年5月28日生效。

### 教育
自建交以来，中国与格鲁吉亚加强了在文化教育等领域的合作关系，并签订了一些协定，同意互派文艺表演团组，格鲁吉亚派出了一些留学生在中国的高校接受深造、学习中文，中国也向格方派出了中文教师、志愿者，2017年，格鲁吉亚首个孔子学院在第比利斯开放大学成立，以支持該國開展中文教學。而在北京外国语大学等一些中国的高等院校，也有教师教授格鲁吉亚语。

### 网页
- . 中华人民共和国商务部-驻格鲁吉亚使馆经商参处.   [2022-12-26]. （原始内容存档于2022-12-26）.
- (PDF). 中华人民共和国商务部.   [2022-12-26]. （原始内容存档 (PDF)于2022-12-26）.
- . 中国网.   [2022-09-30]. （原始内容存档于2022-12-26）.
- . 中华人民共和国外交部. 2024-02-02  [2024-02-29]. （原始内容存档于2022-02-15）.
- . 中华人民共和国外交部.   [2022-12-26]. （原始内容存档于2022-12-26）.
- . 中华人民共和国外交部.   [2022-12-26]. （原始内容存档于2022-12-26）.
- . 中国驻格鲁吉亚大使馆商务处.   [2020-09-25]. （原始内容存档于2020-02-06）.
- . 中國駐格魯吉亞大使館. 2004-09-02  [2015-05-04]. （原始内容存档于2016-03-04）.
- . 中央人民广播电台.   [2006]. （原始内容存档于2006-04-20）.
- . 北京外国语大学.   [2022-02-24]. （原始内容存档于2022-08-08）.
- . www.evisa.gov.ge.   [2017-11-12]. （原始内容存档于2020-03-21） （英语）.

### 新闻报纸
- . 路透社.   [2016-07-07]. （原始内容存档于2022-12-26）.
- . 路透社.   [2015-09-28]. （原始内容存档于2022-12-26）.
- 凤凰卫视. . 中新社.   [2007-06-07]. （原始内容存档于2022-12-26）.
- . 新华通讯社.   [2017-11-17]. （原始内容存档于2022-12-26）.
- . 联合早报. 1991-12-28: 1  [2022-12-24]. （原始内容存档于2022-12-24） （中文（新加坡））.
- . 光明日报.   [2014-07-12]. （原始内容存档于2022-12-26）.
- . 中新社.   [2014-01-08]. （原始内容存档于2014-01-08）.
- . 澳洲人報 (The Australian). 2008-08-11  [2008-08-11]. （原始内容存档于2008-08-13）.
- 中国央视. .   [2006-04-11]. （原始内容存档于2022-12-26）.

### 期刊论文
- . 壹週刊. 2016-04-14  [2022-04-27]. （原始内容存档于2019-05-08）.
- Larsen, Joseph.  (PDF). Tbilisi: Georgian Institute of Politics. October 2017  [2020-09-25]. （原始内容存档 (PDF)于2020-08-02）.
- 玛莉雅. .   [2012-09-03]. doi:10.7666/d.y2077571.
- 车如山; 徐旭. . 《重庆高教研究》 (重庆市永川区红河大道319号: 重庆文理学院). 2020-12-21, 8 (6): 48–57  [2022-12-24]. ISSN 1673-8012. doi:10.15998/j.cnki.issn1673-8012.2020.06.004.
- 胡小鹏. . 内蒙古社会科学. 1998年, (3): 30–36  [2022-12-24].
- . 空运商务. 2015-08-06, (5): 7  [2022-12-24]. ISSN 1671-3095. 6个国家对团体旅游实行互免签证政策，分别是阿塞拜疆、白俄罗斯、俄罗斯、格鲁吉亚、 摩尔多瓦和土库曼斯坦
- . 《中国对外贸易》. 2017年12月, (12): 30  [2022-12-24].
- 简迎辉; 秦爽、胡文俊. . 水利发展研究. 2019-01-25, 18 (12): 70–73,82  [2022-12-24]. ISSN 1671-1408. doi:10.13928/j.cnki.wrdr.2018.12.017.

### 专著
- 宋濂. .   [2022-12-24]. （原始内容存档于2022-12-24）.
- 宋濂. .   [2022-12-24]. （原始内容存档于2022-12-24）. （蒙哥壬子正月壬子春正月）幸失灰之地，遣乞都不花攻末來吉兒都怯寨……夏，駐蹕和林。分遷諸王於各所：各丹於別石八里地，蔑里於葉兒的石河，海都於海押立地，別兒哥於曲兒只地。

## 外部連結
- 中華人民共和國駐格魯吉亞大使館官方網站（简体中文）（英文）
  - 中華人民共和國駐格魯吉亞大使館經濟商務處官方網站（简体中文）
- 格魯吉亞駐華大使館官方網站（英文）（格鲁吉亚文）
- 格鲁吉亚外交部：中國—格魯吉亞關係简介（格鲁吉亚文）